# Пенуэл (город)
Пенуэл — местность на реке Иавок (Яббок), где Иаков, один из двух близнецов, боролся с Богом и оттого был назван Израилем («Богоборцем»), а также библейский город (Суд. 8:8), укреплённый Иеровоамом.

## Название места
Возвращаясь со своим семейством из Месопотамии, патриарх Иаков боялся встречи со своим близнецом, им обманутым. В Маханаиме Бог ободрил Иакова, — его встретили ангелы Божии (Быт. 32:2); но всё-таки по мере приближения к отечеству (земля Сеир, область Едом; Быт. 32:3), он ощущал в душе невольный страх, боясь встречи с братом-близнецом Исавом, полагая что гнев последнего ещё не утих. Близ речного потока Иавок (современное название Сейль-эз-Зарка, впадает в Иордан с востока) во время ночи он выдержал таинственную борьбу с Богом, получил новое имя Израиль (Богоборец) и нарёк имя месту тому Пенуэл; «ибо, говорил он, я видел Бога лицом к лицу, и сохранилась душа моя» (Быт. 32:30).

## Город
В Пенуэле была башня; когда Гедеон преследовал убегавших мадианитских царей, Зевея и Салмана (Зебаха и Цалмуна), жители Пенуэла отказались дать его войску хлеб; в наказание за это он — после поражения мадианитов и пленения их царей — разрушил башню Пенуэля (Суд. 8:8, 9, 17). После разделения израильского царства на две части, Иеровоам I укрепил в Северном царстве две крепости — Сихем на горе Ефремовой и Пенуэл (3Цар. 12:25).
По Merill (East of the Jordan, 370; изд. 1881), Пенуэл был расположен на «Золотых холмах» (tulul ed-Dahab) при Иавоке. Но, по Гуте (KBW, 522, s. v.), из рассказа в Суд. 8:4 и дальше, по которому Гедеон пошёл по дороге на восток от города Иогбеги, следует, что Пенуэл лежит дальше к востоку, в горной области.